# Od (UNIX)
od est un programme de dump octal pour les systèmes Unix. Il peut aussi afficher la copie binaire brute d'un fichier (« dumper ») en décimal et en hexadécimal.
Apparu dès la version 1 AT&T Unix, il est aussi spécifié dans les standards POSIX. Sous Linux il est généralement fourni par les GNU Core Utilities.

## Exemple
« Dumper » un exécutable est normalement assez long. Le programme head ci-dessous affiche les premières lignes du résultat du « dump » du programme « Hello world ».
```
 
%
 
od
 
hello
 
|
 
head

 
0000000
 
042577
 
043114
 
000401
 
000001
 
000000
 
000000
 
000000
 
000000

 
0000020
 
000002
 
000003
 
000001
 
000000
 
101400
 
004004
 
000064
 
000000

 
0000040
 
003610
 
000000
 
000000
 
000000
 
000064
 
000040
 
000006
 
000050

 
0000060
 
000033
 
000030
 
000006
 
000000
 
000064
 
000000
 
100064
 
004004

 
0000100
 
100064
 
004004
 
000300
 
000000
 
000300
 
000000
 
000005
 
000000

 
0000120
 
000004
 
000000
 
000003
 
000000
 
000364
 
000000
 
100364
 
004004

 
0000140
 
100364
 
004004
 
000023
 
000000
 
000023
 
000000
 
000004
 
000000

 
0000160
 
000001
 
000000
 
000001
 
000000
 
000000
 
000000
 
100000
 
004004

 
0000200
 
100000
 
004004
 
002121
 
000000
 
002121
 
000000
 
000005
 
000000

 
0000220
 
010000
 
000000
 
000001
 
000000
 
002124
 
000000
 
112124
 
004004

```